# ایوان شارپ
ایوان شارپ (انگلیسی: Ivan Sharpe؛ ۱۵ ژوئن ۱۸۸۹ – ۹ فوریهٔ ۱۹۶۸) یک بازیکن فوتبال اهل بریتانیا بود.